# 阿尔特基什
阿尔特基什（法語：Altkirch，法語發音：[altkiʁʃ] ⓘ 或 [altkiʁç]），法国东北部城市，大東部大區上莱茵省的一个市镇，同时也是该省的一个副省会，下辖阿尔特基什区，其市镇面积为9.54平方公里，2022年1月1日时人口数量为5,575人，在法国城市中排名第1,920位。
阿尔特基什位于上莱茵省南部，伊尔河畔，是大东部大区最南端的副省会城市，也是一个区域性的工商业中心，被认为是孙戈地区的首府。巴黎－米卢斯铁路由此通过并设有车站。

## 地名
“阿尔特基什”一名最初于公元11世纪以“Aldechiarcum”的形式被记载，该名称来源于拉丁语，意为“旧的教堂”。其中“alt”和“kirch”分别对应现代德语单词“旧的”和“教堂”。而“阿尔特基什”在阿尔萨斯语和阿勒曼尼语中则分别写作“Àltkelch”和“Àltkírech”。
在《世界地名翻译大辞典》、《世界地名译名词典》以及中文版的Google地图中，Altkirch被误译为“阿尔特基克”。

## 历史

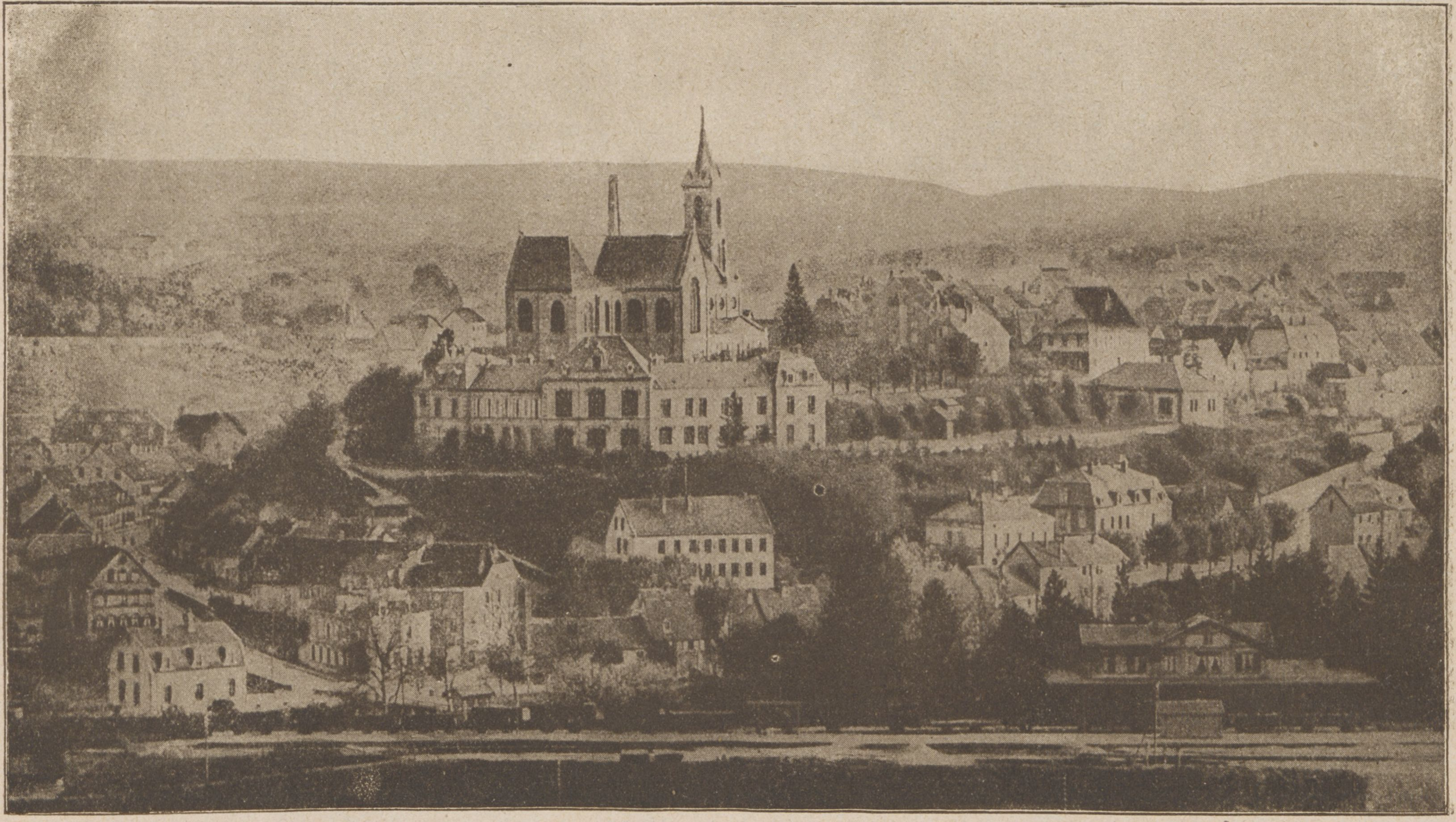
1914年的阿尔特基什

阿尔特基什的历史起于中世纪中期，彼时，阿尔特基什长期为费雷特伯爵的一处领地。1105年，莫朗在伊尔河右岸的一处高地上修建了修道院，成为当地最早有记录的建筑物，而修道院周边的土地则被部分开辟为葡萄种植园。1115年，莫朗逝世并被埋葬于修道院内，修道院以“圣莫朗”命名，此后，修道院附近逐渐形成聚落，人口数量开始增加，并逐渐发展成为孙戈地区的经济文化中心。1215年，为保护修道院，当地出现了城墙及防御设施。1324年，费雷特伯爵被哈布斯堡王朝继承。1356年10月18日，阿尔特基什受到巴塞尔大地震的波及，多处房屋坍塌。宗教战争及三十年战争时期，阿尔特基什均遭到严重的破坏，圣莫朗修道院直至文艺复兴时期才被逐渐修复。1648年，根据《威斯特伐利亚和约》，阿尔特基什及其所在的上阿尔萨斯的大部分区域被划入法兰西王国。法国大革命后，阿尔特基什成为上莱茵省的一个市镇。工业革命期间，途径阿尔特基什的巴黎－米卢斯铁路建成通车。普法战争后，阿尔特基什所处的阿尔萨斯地区被普鲁士军队占领，直至1919年一战结束后才重返法国，其间，当地的埃马纽埃尔·朗织布厂不愿意接受普鲁士的管理，搬迁至法国本土的南锡附近。二战时期，阿尔特基什再次成为纳粹德国的一部分。二战后，阿尔特基什逐渐发展成为一座综合性的工商业城市。

## 地理

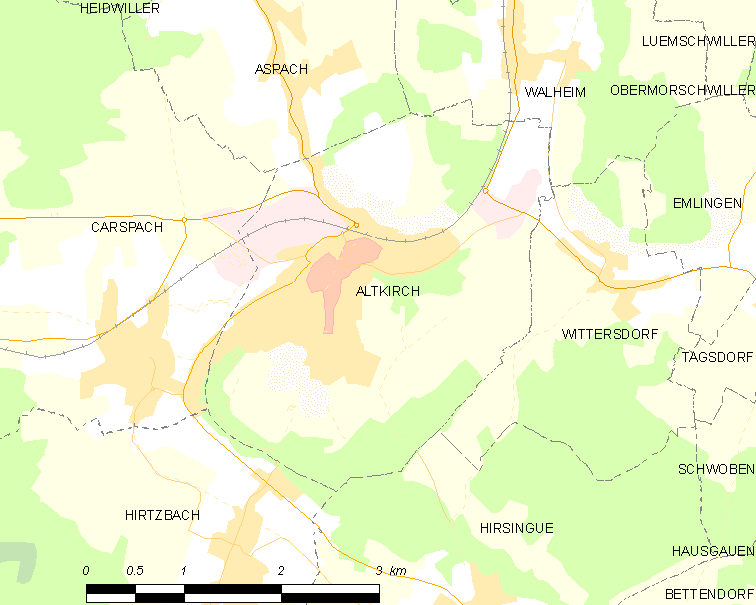
阿尔特基什市镇范围地图

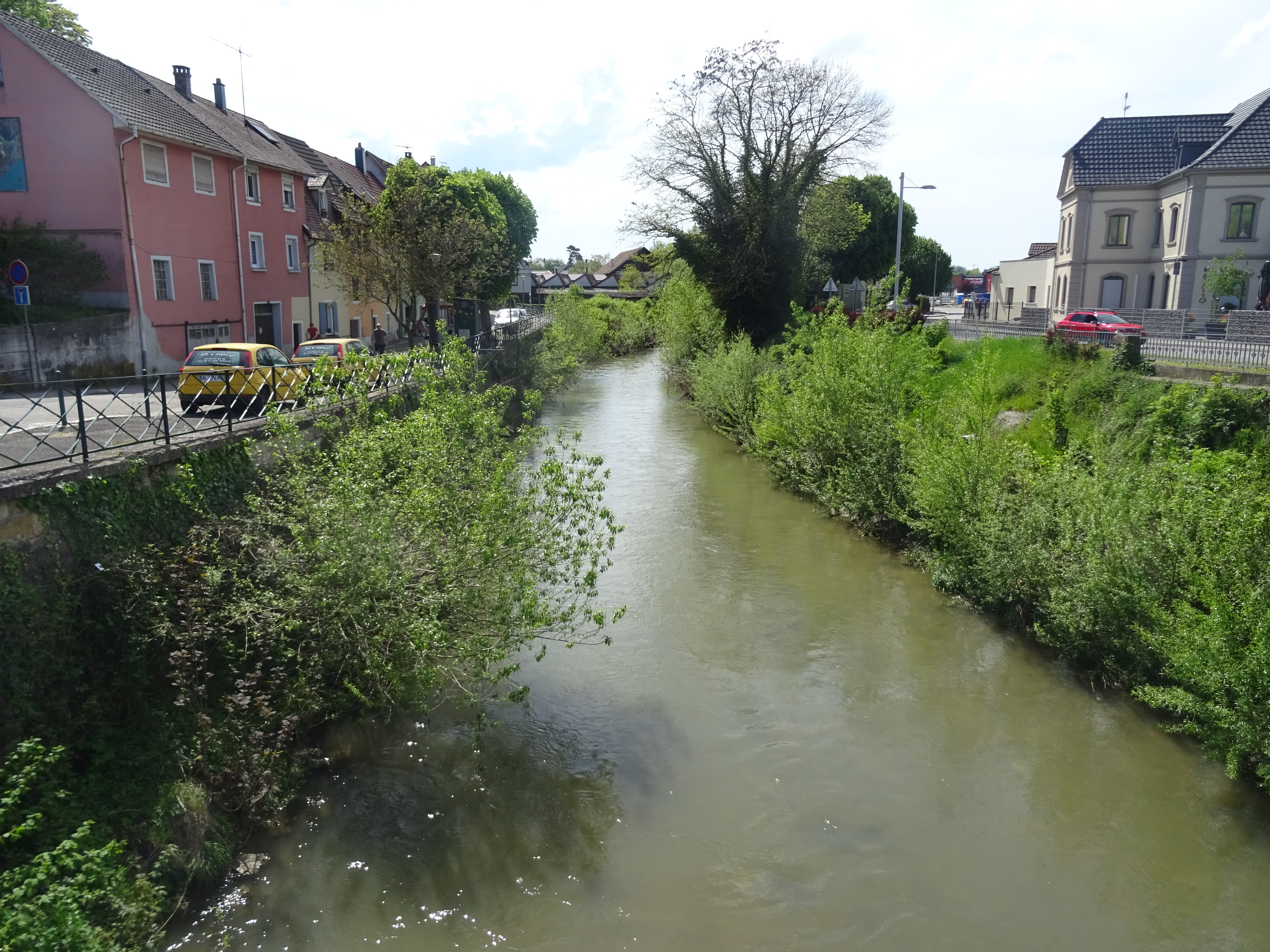
伊尔河阿尔特基什段

阿尔特基什位于法国东北部，大东部大区东南部和上莱茵省南部，距离省会科尔马大约64公里。与阿尔特基什接壤的市镇包括：阿斯帕克、卡尔斯帕克、伊尔茨巴克、伊尔桑格、维特斯多夫、瓦莱姆。

### 地形
阿尔特基什位于汝拉山北部延伸地带，境内以丘陵为主，市镇中心位于一处山丘四周，部分街道起伏明显，全境海拔在274到392米之间。

### 水文
伊尔河自西南向东北流经境内，该河是莱茵河的左岸支流。

### 植被
阿尔特基什属于温带阔叶混交林区，林地主要分布于修道院周围以及市区南部的山地地区。
在鲜花城市的评比中，阿尔特基什被评为2星级鲜花城市。

### 气候
阿尔特基什在柯本气候分类法中属于带有大陆性特征的温带海洋性气候，因当地距离海岸线较远且海拔相对较高，故大陆性特征较为明显，主要表现为冬季气温低于同气候带的沿海地区，年温差较大，降水相对不规律。
距离阿尔特基什最近的常年气象站为巴塞尔-米卢斯气象站，距离阿尔特基什的直线距离约22公里。以下为该气象站的数据：
| 巴塞尔-米卢斯1981年－2019年 | 巴塞尔-米卢斯1981年－2019年 | 巴塞尔-米卢斯1981年－2019年 | 巴塞尔-米卢斯1981年－2019年 | 巴塞尔-米卢斯1981年－2019年 | 巴塞尔-米卢斯1981年－2019年 | 巴塞尔-米卢斯1981年－2019年 | 巴塞尔-米卢斯1981年－2019年 | 巴塞尔-米卢斯1981年－2019年 | 巴塞尔-米卢斯1981年－2019年 | 巴塞尔-米卢斯1981年－2019年 | 巴塞尔-米卢斯1981年－2019年 | 巴塞尔-米卢斯1981年－2019年 | 巴塞尔-米卢斯1981年－2019年 |
| 月份                        | 1月                         | 2月                         | 3月                         | 4月                         | 5月                         | 6月                         | 7月                         | 8月                         | 9月                         | 10月                        | 11月                        | 12月                        | 全年                        |
| --------------------------- | --------------------------- | --------------------------- | --------------------------- | --------------------------- | --------------------------- | --------------------------- | --------------------------- | --------------------------- | --------------------------- | --------------------------- | --------------------------- | --------------------------- | --------------------------- |
| 历史最高温 °C（°F）         | 18.8 (65.8)                 | 21.7 (71.1)                 | 26.2 (79.2)                 | 30 (86)                     | 32.8 (91.0)                 | 37 (99)                     | 38.8 (101.8)                | 39.1 (102.4)                | 33.7 (92.7)                 | 31 (88)                     | 23.4 (74.1)                 | 19.9 (67.8)                 | 39.1 (102.4)                |
| 平均高温 °C（°F）           | 4.9 (40.8)                  | 6.8 (44.2)                  | 11.5 (52.7)                 | 15.5 (59.9)                 | 19.9 (67.8)                 | 23.3 (73.9)                 | 25.9 (78.6)                 | 25.5 (77.9)                 | 21 (70)                     | 15.8 (60.4)                 | 9.2 (48.6)                  | 5.6 (42.1)                  | 15.4 (59.7)                 |
| 日均气温 °C（°F）           | 1.7 (35.1)                  | 2.8 (37.0)                  | 6.7 (44.1)                  | 10 (50)                     | 14.5 (58.1)                 | 17.8 (64.0)                 | 20 (68)                     | 19.6 (67.3)                 | 15.6 (60.1)                 | 11.4 (52.5)                 | 5.7 (42.3)                  | 2.6 (36.7)                  | 10.7 (51.3)                 |
| 平均低温 °C（°F）           | −1.5 (29.3)                 | −1.2 (29.8)                 | 2 (36)                      | 4.6 (40.3)                  | 9.1 (48.4)                  | 12.2 (54.0)                 | 14.1 (57.4)                 | 13.7 (56.7)                 | 10.3 (50.5)                 | 6.9 (44.4)                  | 2.3 (36.1)                  | −0.3 (31.5)                 | 6 (43)                      |
| 历史最低温 °C（°F）         | −23.5 (−10.3)               | −22.8 (−9.0)                | −16.4 (2.5)                 | −6.3 (20.7)                 | −3.1 (26.4)                 | 1.8 (35.2)                  | 5.1 (41.2)                  | 3.4 (38.1)                  | −0.9 (30.4)                 | −6.3 (20.7)                 | −12.6 (9.3)                 | −18.7 (−1.7)                | −23.5 (−10.3)               |
| 平均降水量 mm（）           | 47.3 (1.86)                 | 44.7 (1.76)                 | 52.3 (2.06)                 | 59 (2.3)                    | 90.4 (3.56)                 | 73.9 (2.91)                 | 71.2 (2.80)                 | 73.2 (2.88)                 | 69.1 (2.72)                 | 68.6 (2.70)                 | 56.7 (2.23)                 | 66.4 (2.61)                 | 772.8 (30.43)               |
| 月均日照時數                | 74                          | 94.1                        | 138.1                       | 176.1                       | 200.1                       | 226                         | 241.3                       | 227.7                       | 164.3                       | 118.5                       | 67.8                        | 55.1                        | 1,783.1                     |
| 来源：infoclimat.fr         |                             |                             |                             |                             |                             |                             |                             |                             |                             |                             |                             |                             |                             |

## 行政区划
阿尔特基什是法国大东部大区上莱茵省的一个市镇，编号为68004，它也是上莱茵省的一个副省会。阿尔特基什下辖阿尔特基什区，隶属于上莱茵省第三选区，管理阿尔特基什县，同时也是孙戈市镇公共社区的办公驻地。
法国国家统计与经济研究所（简称）在进行数据统计时，将阿尔特基什及相邻的另外2个市镇设为阿尔特基什城市核心区，并将包括核心区在内的周边共60个市镇划为米卢斯城市区。自2020年起，米卢斯城市区被包含132个市镇的米卢斯城市辐射区代替。此外，还将阿尔特基什市镇分为了两个“块区”（IRIS），以便于统计人口分布情况。

## 交通

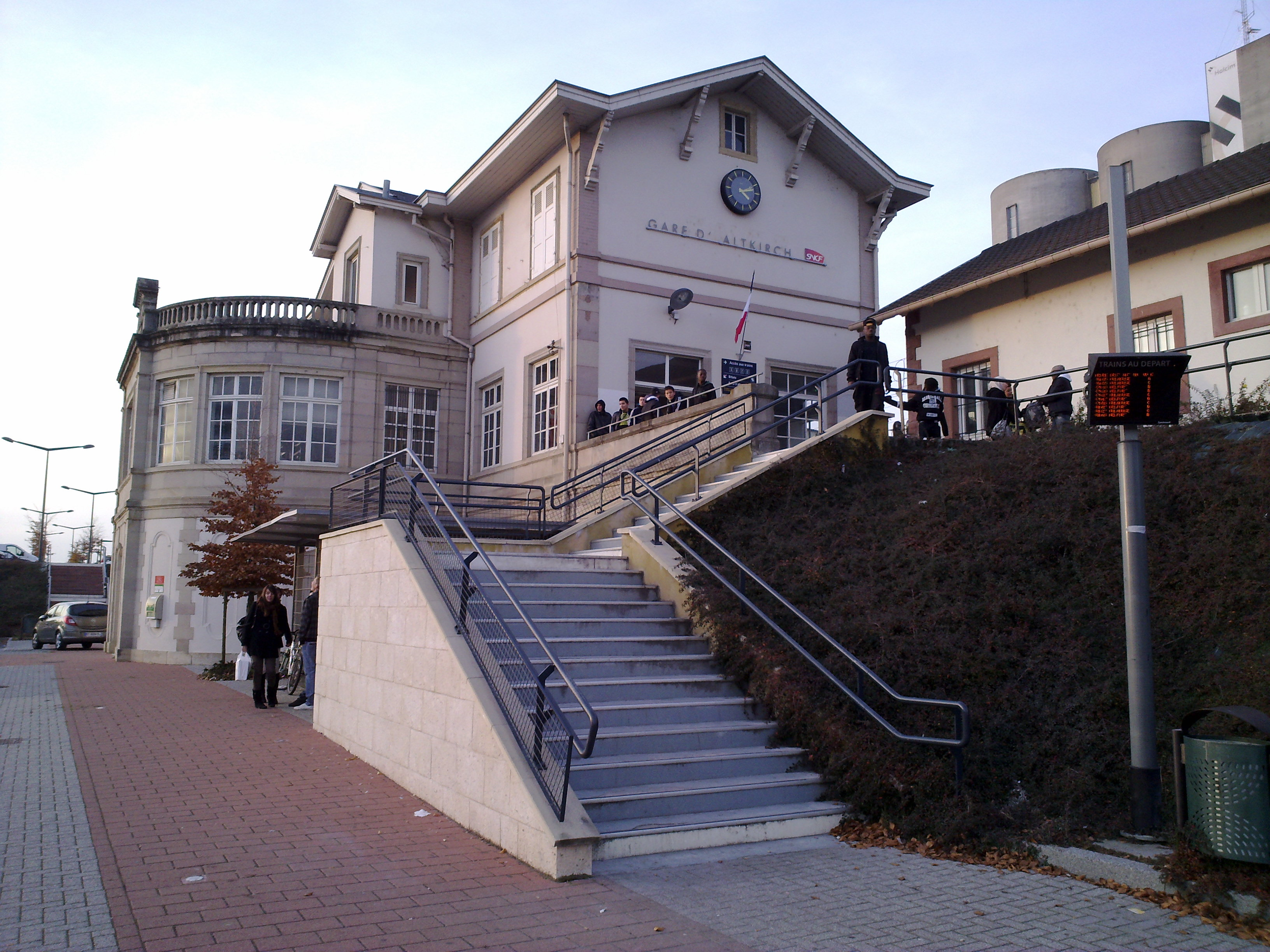
阿尔特基什火车站

### 公路
多条上莱茵省省道在阿尔特基什境内交汇。大东部大区下属的城际客运提供校车线路，可前往米卢斯、费雷特、莫斯拉格、下阿根塔勒等地。
2017年，77.8%的阿尔特基什家庭拥有至少一辆私人汽车。2019年，阿尔特基什境内共发生各类交通事故5起，造成9人受伤。

### 铁路
阿尔特基什位于巴黎－米卢斯铁路上。阿尔特基什站位于市区北部，停靠往返于贝尔福和米卢斯一线的区域列车。

### 航空
距离阿尔特基什最近的民用航空站为巴塞尔机场，距离阿尔特基什市中心的公路里程约30公里。

### 城市公共交通
截至2021年7月，阿尔特基什暂无城市公共交通系统。

## 政治

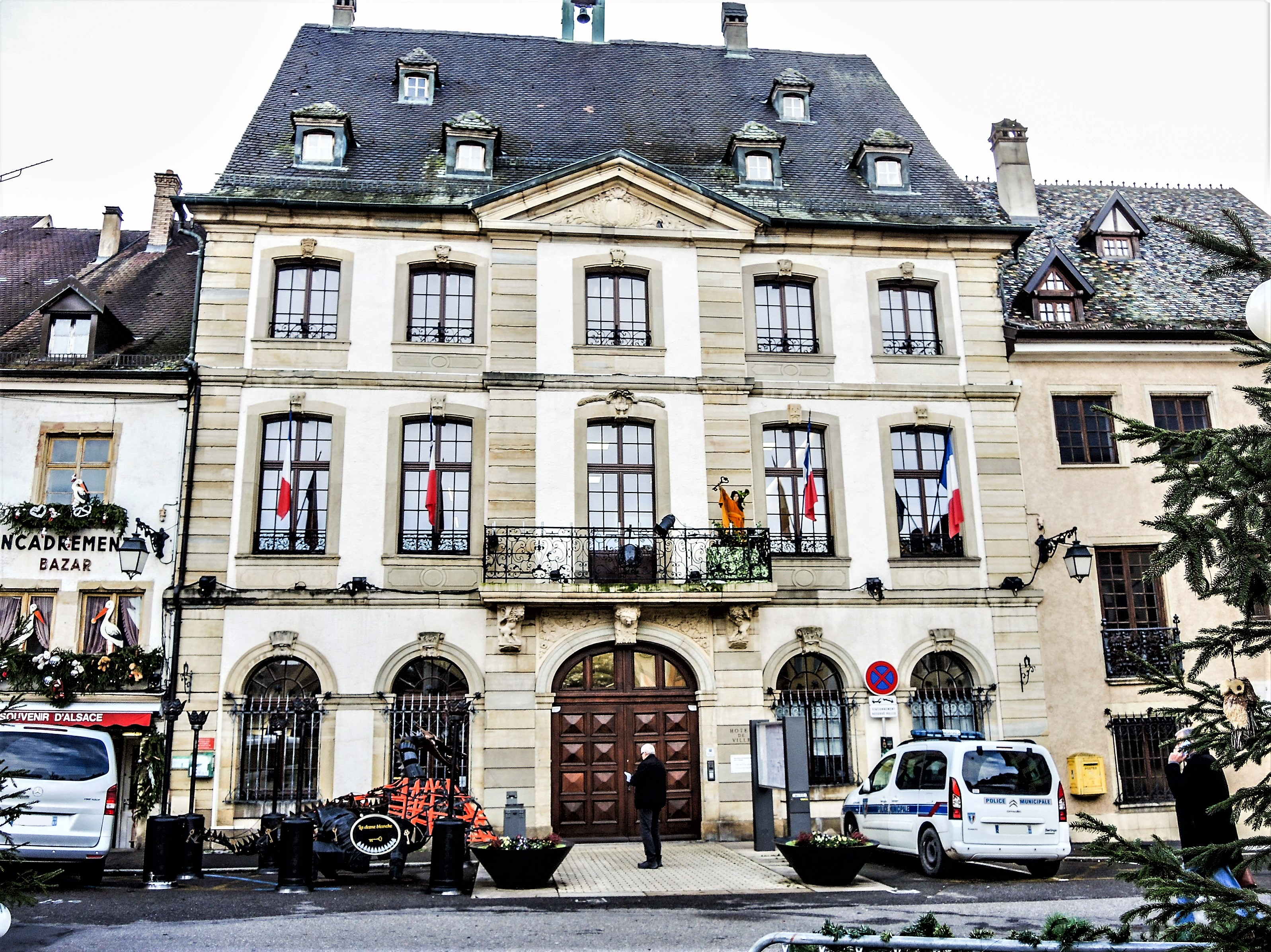
阿尔特基什市政厅

阿尔特基什的现任市长为尼古拉·让代尔先生（Nicolas Jander），他是民主人士和独立人士联盟的一名成员，在2020年的市政选举中获得了100%的支持率（无其他候选人）。
在2017年的法国总统大选中，法国第25任总统埃马纽埃尔·马克龙在阿尔特基什获得了64.33%的支持率。
| 阿尔特基什历届市长 |                                          |                                            |
| 任期               | 市长                                     | 党派                                       |
| 1944年－1945年     | Eugène Holstein 欧仁·荷尔斯泰因          | 無黨籍                                     |
| 1945年－1952年     | Charles Édouard Amiot 夏尔·爱德华·阿米奥 | MRP人民共和运动                            |
| 1952年－1965年     | Eugène Holstein 欧仁·荷尔斯泰因          | 無黨籍                                     |
| 1965年－1983年     | Raymond Muller 雷蒙·穆勒                 | UDR共和国保卫联盟 →RPR保衛共和聯盟         |
| 1983年－2017年     | Jean-Luc Reitzer 让-吕克·赖策            | RPR保衛共和聯盟 →UMP人民运动联盟 →LR共和黨 |
| 2017年－           | Nicolas Jander 尼古拉·让代尔             | UDI民主人士和独立人士联盟                  |

## 人口
2018年，阿尔特基什市镇人口数量为5,698，在法国排名第1,920位。其中男性2,700人，女性3,037人，75岁及以上人口占9.2%，外籍人口数量为1,264人，人口密度为597人/平方公里，当地居民被称为（男性）或（女性）。2019年，阿尔特基什境内出生57人，死亡人口72人。
| 年份   | 1936  | 1946  | 1954  | 1962  | 1968  | 1975  | 1982  | 1990  | 1999  | 2004  | 2009  | 2014  | 2018  |
| ------ | ----- | ----- | ----- | ----- | ----- | ----- | ----- | ----- | ----- | ----- | ----- | ----- | ----- |
| 人口數 | 3,525 | 3,807 | 4,544 | 4,246 | 5,118 | 5,319 | 5,268 | 5,090 | 5,386 | 5,526 | 5,774 | 5,738 | 5,698 |

## 经济

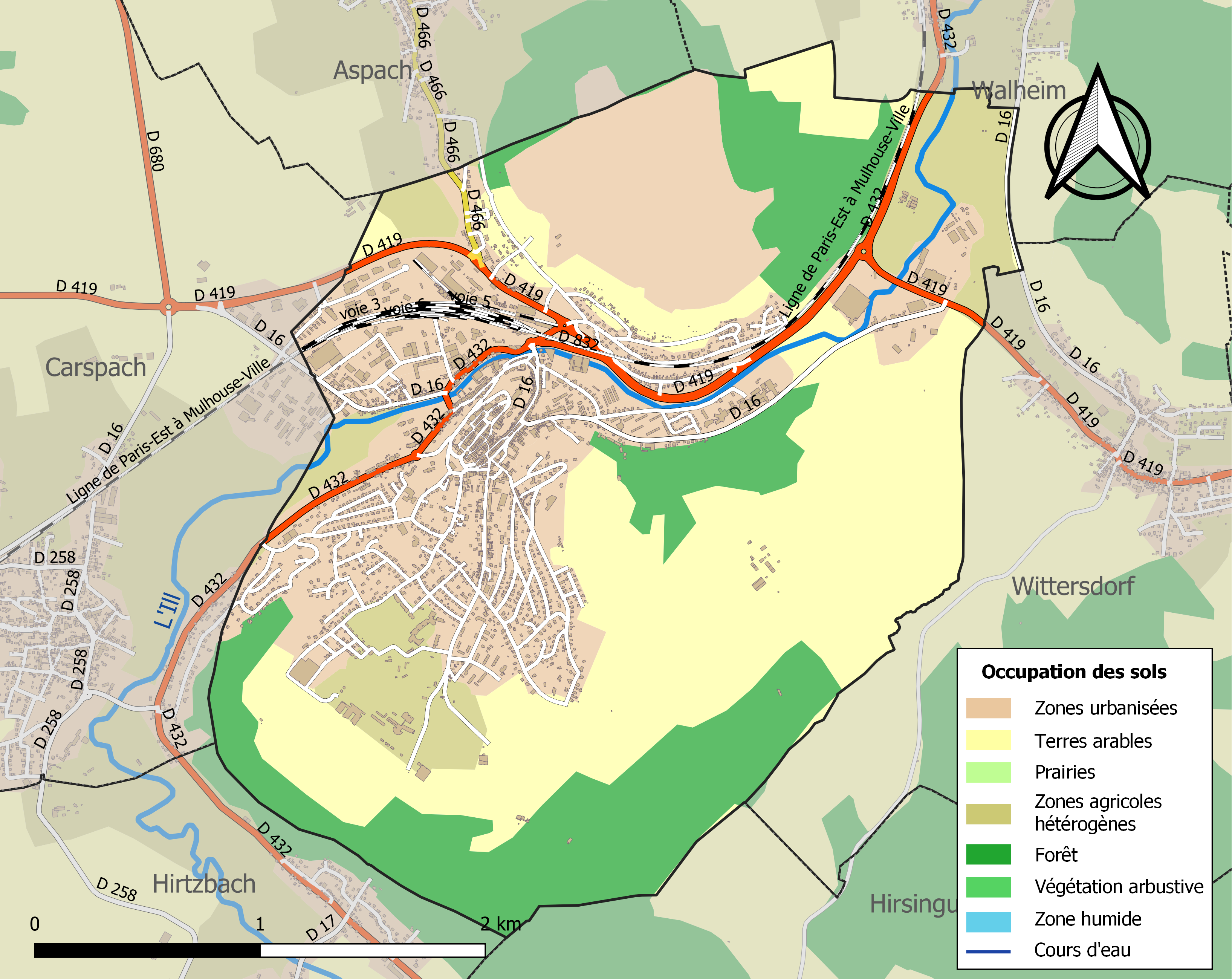
阿尔特基什土地利用情况地图

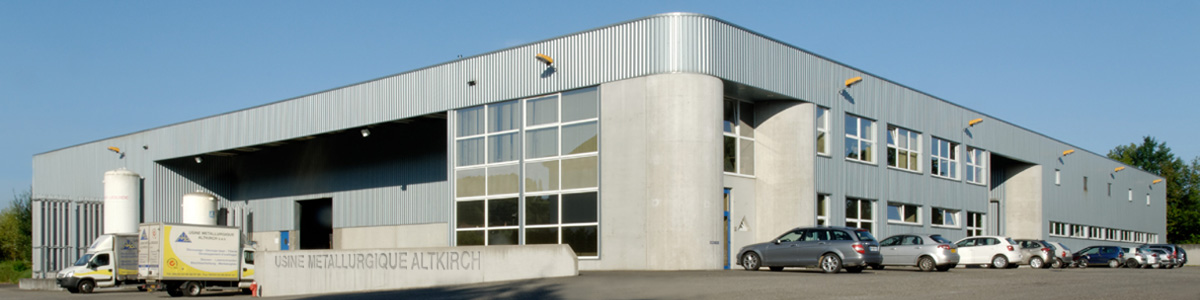
阿尔特基什的一家工厂

截止2021年7月，阿尔特基什共有各类用人单位1,088家，平均历史为18年，其中98.97%为中小型企业（PME）。（大型零售）、（汽车销售）及（制药）是当地2019年营业额最高的三个企业，分别为68,945,290欧元、26,450,267欧元和8,718,583欧元。

## 财政收入
2019年，阿尔特基什的财政收入总额为9,102,500欧元，财政支出总额为7,777,640欧元，当年的债务总额为14,320,400欧元。2020年，阿尔特基什共获得494,830欧元的国家财政补助，比上一年减少了0.09%。
2017年，阿尔特基什的人均月收入总额为2,020欧元，其中高级职员为3,704欧元，低于法国平均水平（4,214欧元）；中级职员为2,265欧元，低于法国平均水平（2,353欧元）；普通职员为1,566欧元，亦低于法国平均水平（1,690欧元）。
2017年，阿尔特基什境内的青壮年（15至64岁）失业率为12.5%，当地53.9%的家庭拥有纳税资格，平均纳税3,998欧元，高于法国平均水平（3,888欧元）。

## 社会事务

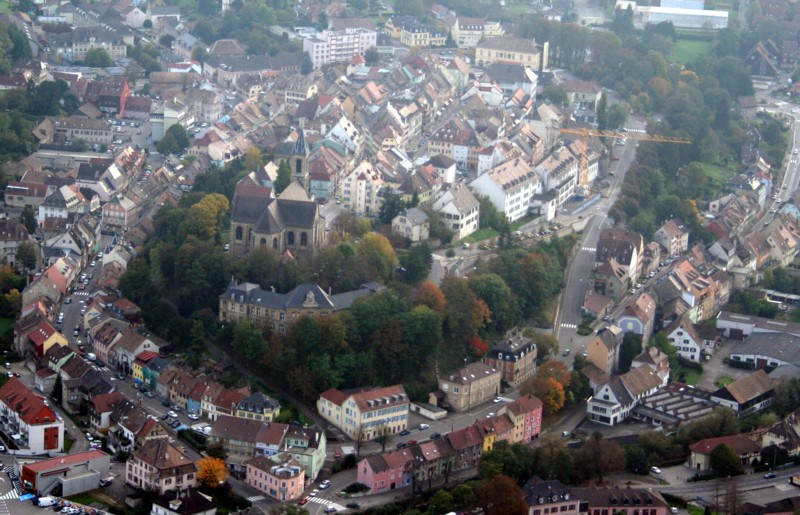
鸟瞰阿尔特基什市中心

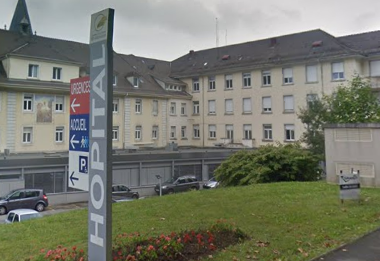
圣莫朗中心医院

### 教育
阿尔特基什属于斯特拉斯堡学区。截止2019年1月1日，阿尔特基什境内共有1所幼儿园、2所小学、1所初级中学以及1所普通高中。2018至2019学年度，阿尔特基什境内共有在校中等教育阶段学生2,556名。

### 医疗
截止2019年1月1日，阿尔特基什境内共有全科医生9名、保健师18名、牙医14名、护士9名、耳科医生1名、眼科医生1名、皮肤科医生1名、助产士3名和妇科医生3名。境内共有药房3家、养老院1家、残疾人帮扶中心3家。
阿尔特基什是“米卢斯中心医院”（Centre Hospitalier de Mulhouse）的服务范围，后者是法国的一个区域性医疗机构，其下属的“圣莫朗中心医院”（Hôpital Saint Morand）位于阿尔特基什市区东部，设有床位265个，是当地规模最大的公立综合性医院。

### 住房
2017年，阿尔特基什境内共有各类住房3,016套，其中38.1%为独立式居民区，61.4%为集中式居民区。常住房屋占阿尔特基什市镇范围内居民建筑总量的88.4%。
在住房保障政策方面，2017年，阿尔特基什境内共有657户家庭获得了住房经济补助，受益人数占总人口数量的11.5%，其中633份为房租补助。

### 商业
2019年，阿尔特基什境内共有各类实体商铺194家，其中餐厅29家、大型超市5家、杂货店2家、面包房5家、肉铺3家、书店3家、装饰品店5家、银行门店8家、美容美发店13家、汽车维修店14家。市中心有一家Super U和利多超市，市区东部建有开放式商业街区，有E.Leclerc大型购物中心。

### 体育
2019年，阿尔特基什境内共有1家游泳池、3间体育馆、1座综合体育场、5处网球场、2处足球或橄榄球场以及2处篮球或排球场。
截至2021年7月，阿尔特基什体育联盟（A.S. Altkirch）是当地唯一的注册足球俱乐部。

### 环境
阿尔特基什的环境事务由其所属的公共社区负责。2019年，阿尔特基什境内共有1家污染企业。

### 治安
2019年，阿尔特基什市镇范围内有1处宪兵队。
2014年，阿尔特基什及附近地区共发生各类案件1,635起，其中盗窃类案件957起，经济类案件156起，毒品交易类案件123起。

## 文化
2019年，阿尔特基什境内共有1家电影院和1家博物馆。阿尔特基什市政府提供多媒体中心，向公众全年开放。

### 建筑
阿尔特基什境内有多处历史建筑，其中圣莫朗教堂是当地的地标性建筑物，犹太教堂和城门则是法国国家文物保护单位。

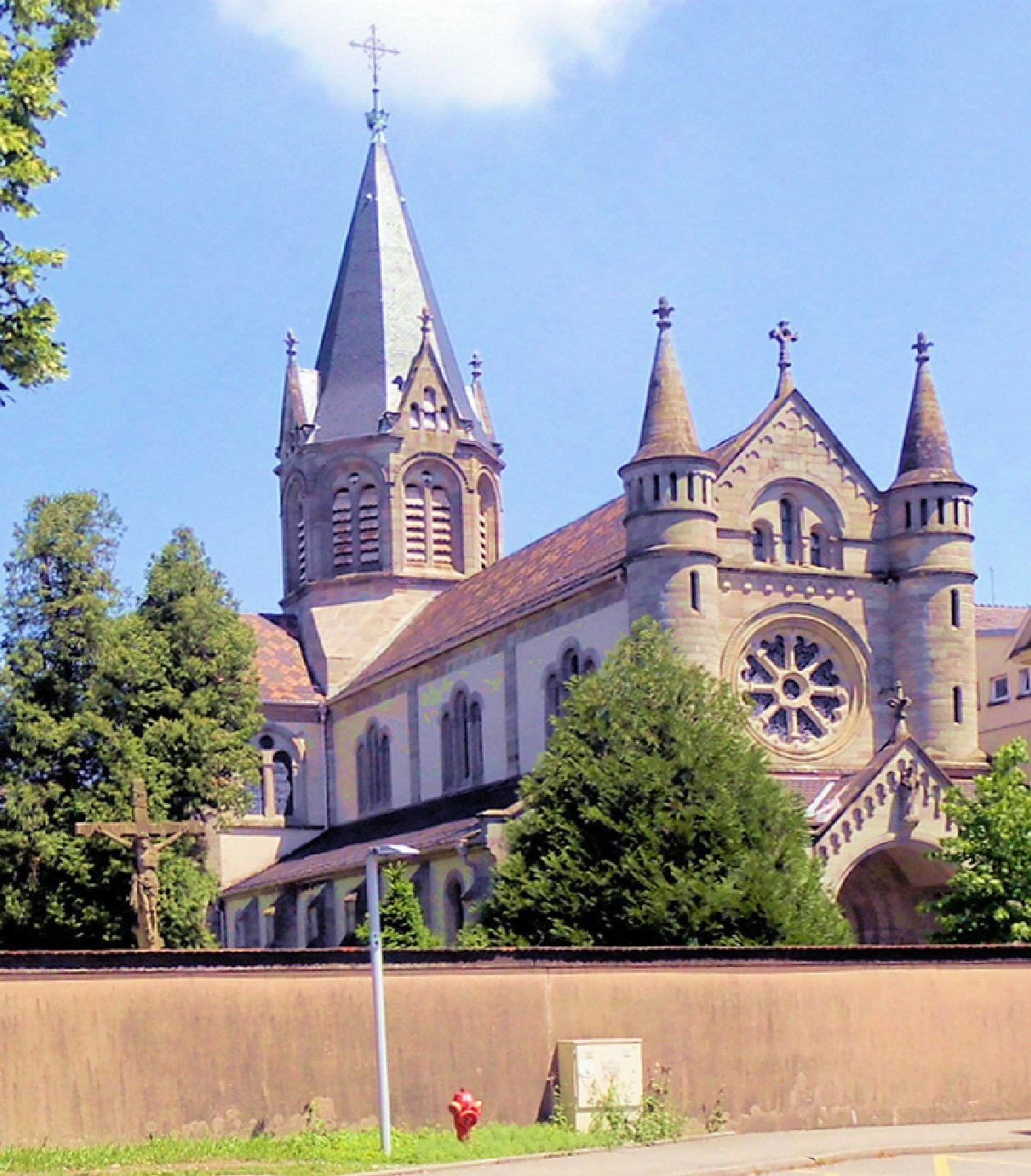
圣莫朗教堂（法语：Église Saint-Morand d'Altkirch）
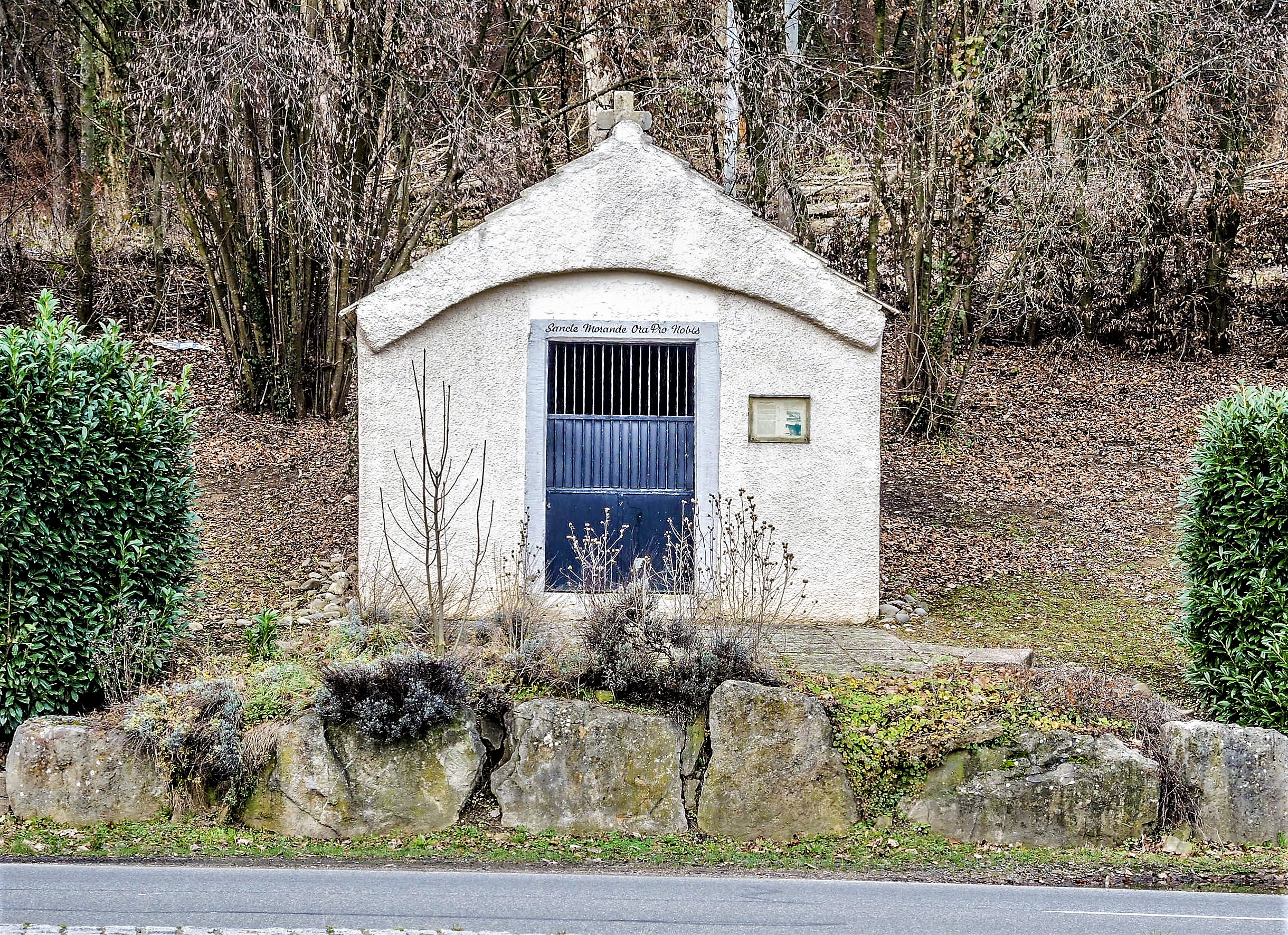
圣莫朗祷告院
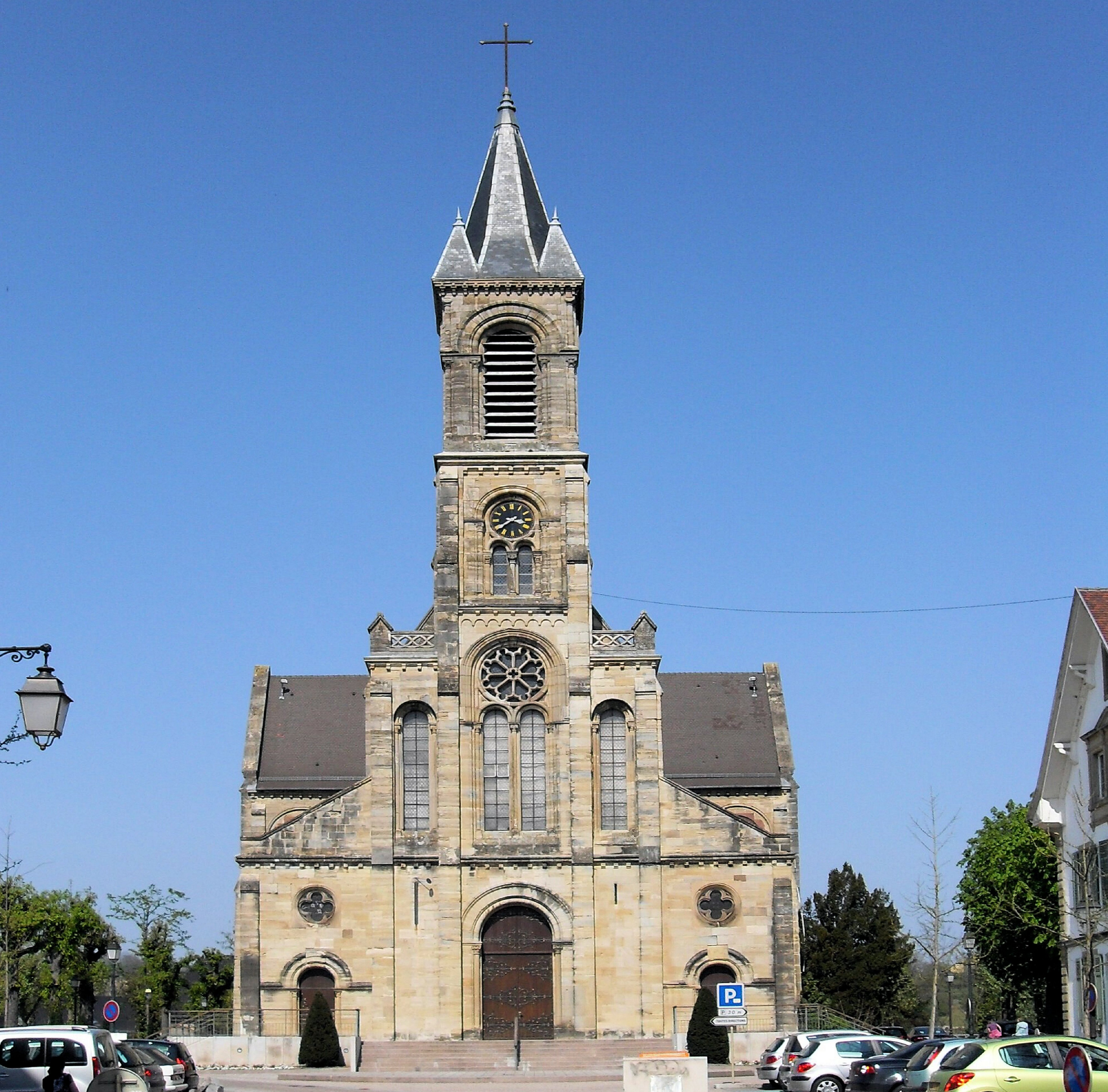
圣母升天教堂
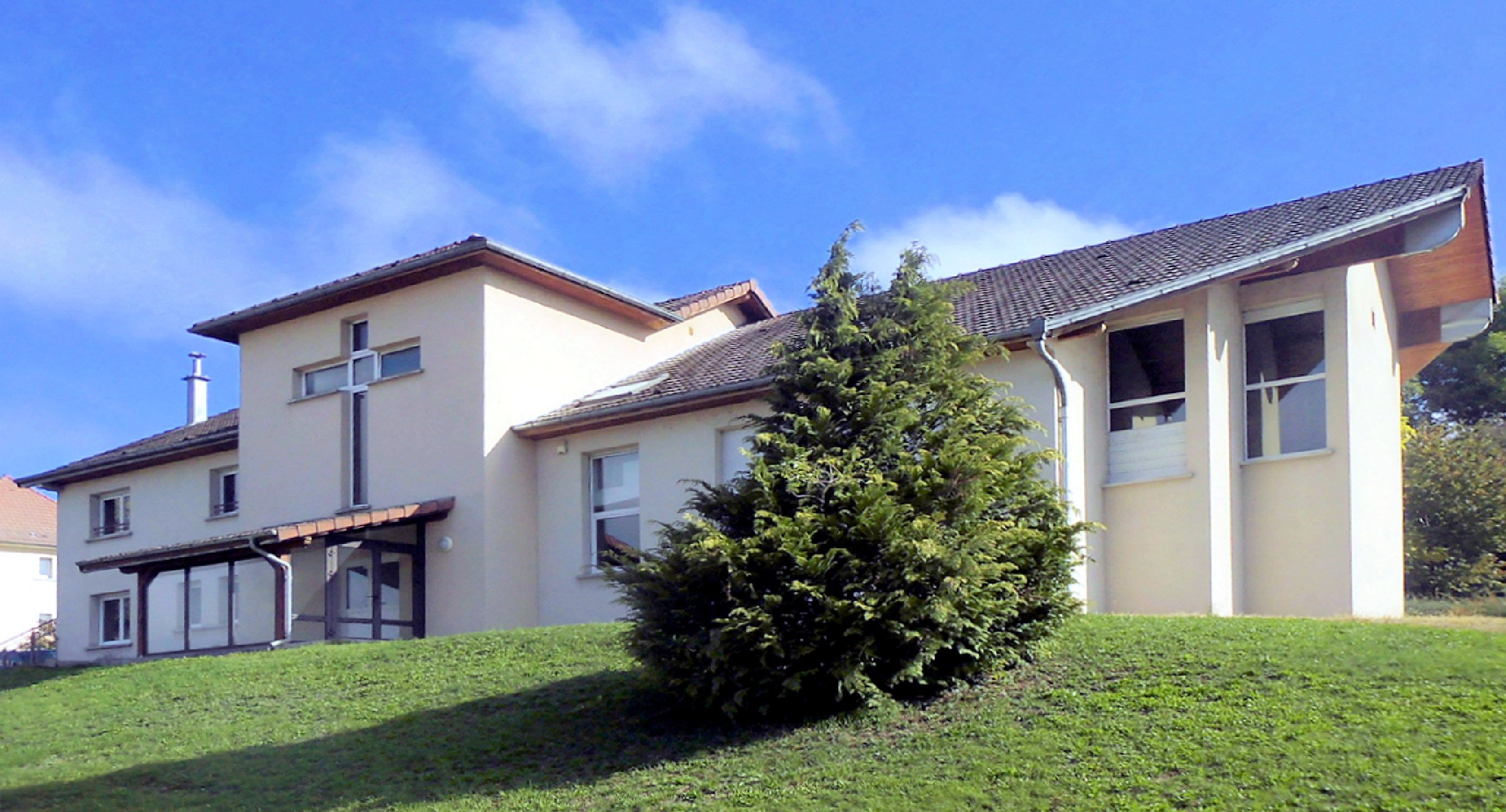
福音教堂
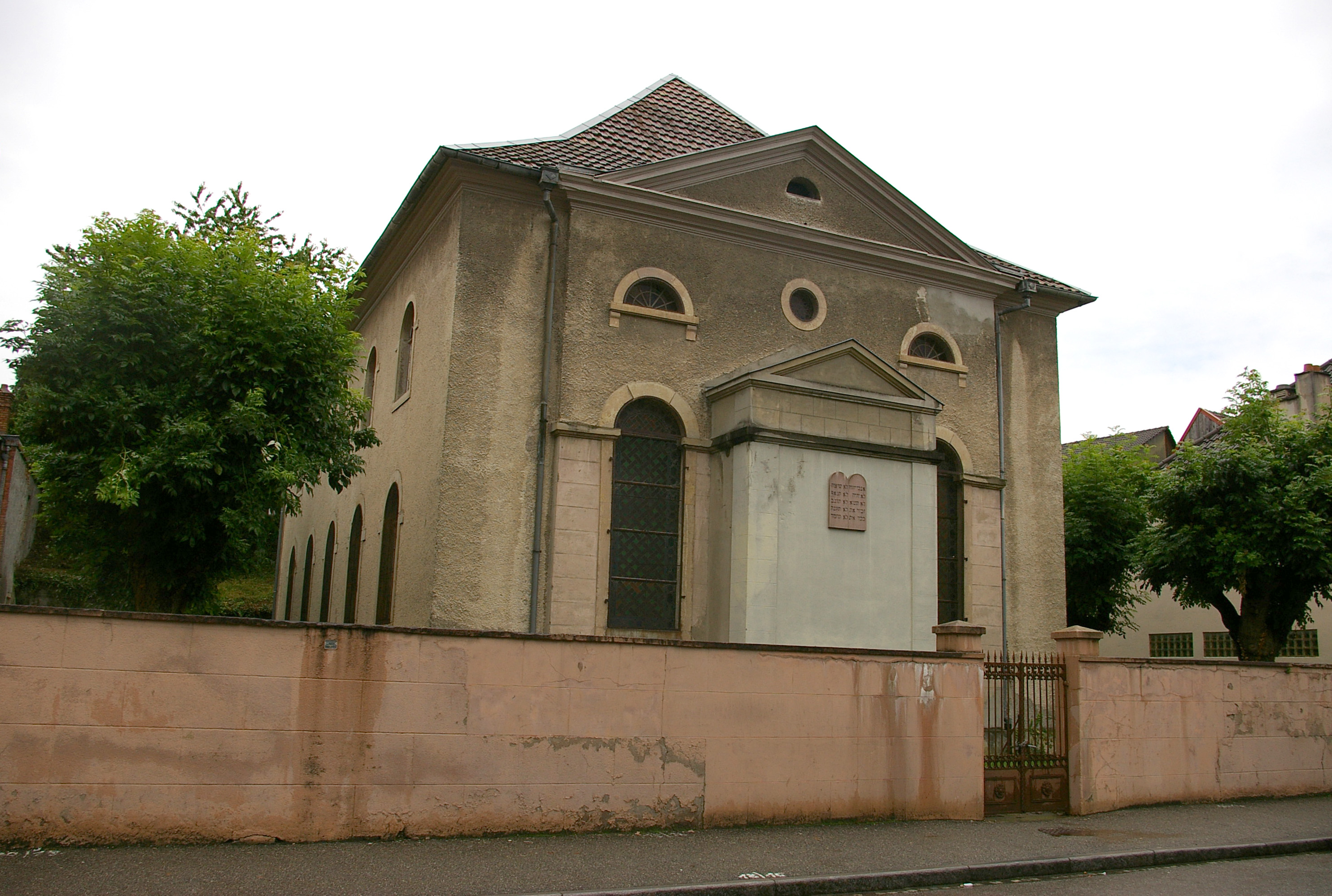
犹太教堂（法语：Synagogue d'Altkirch）
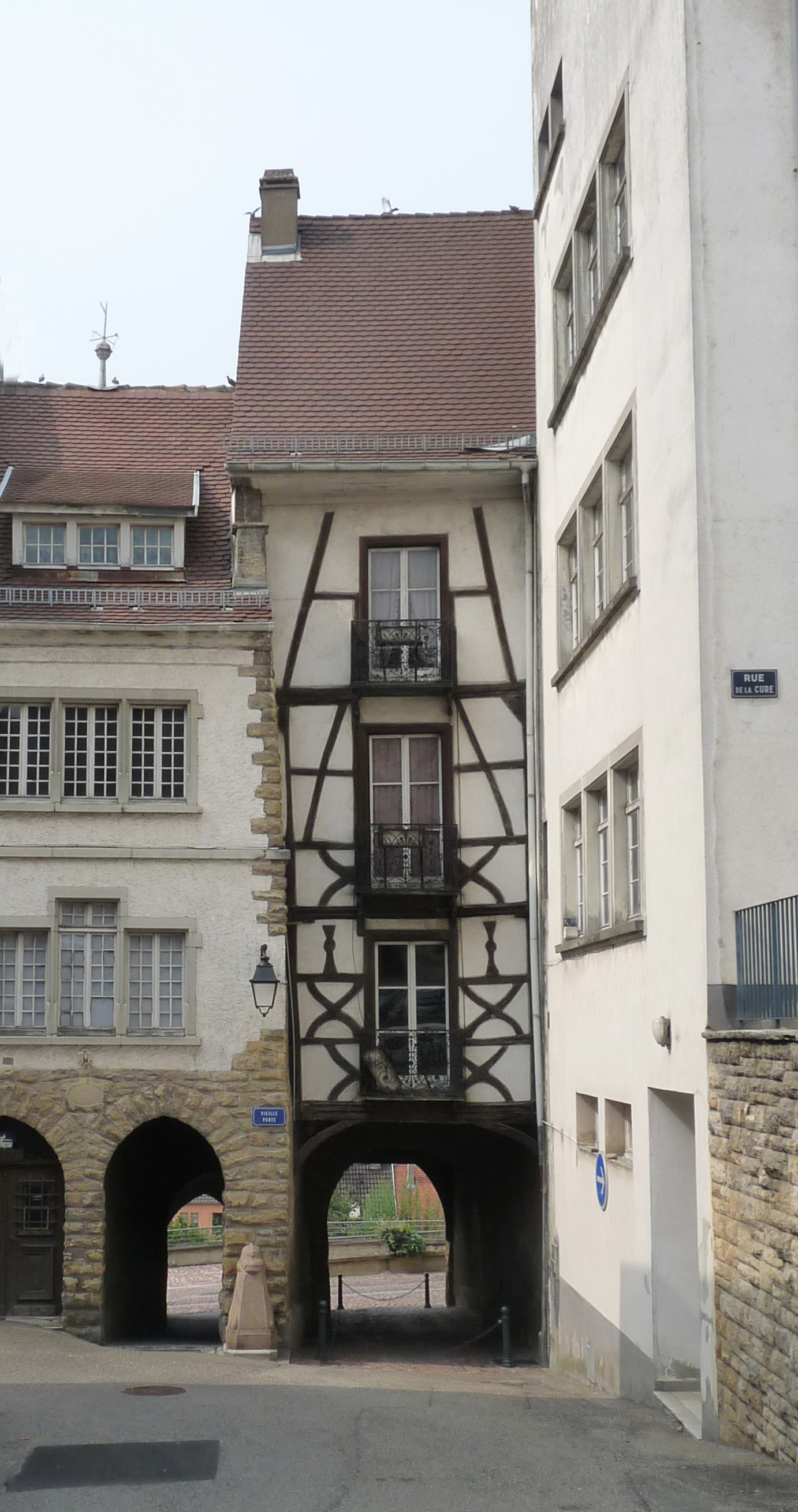
城门
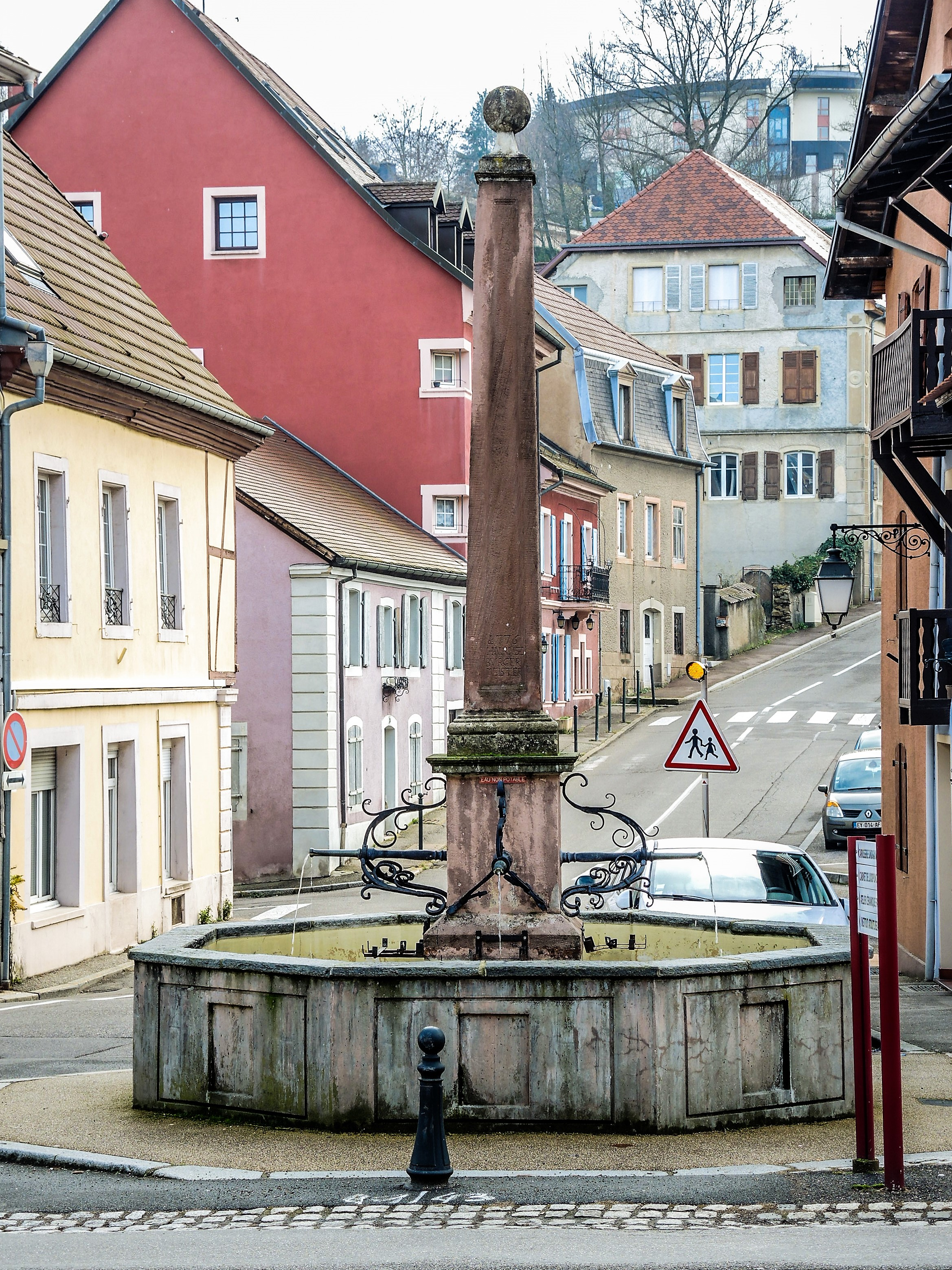
街心喷泉

### 旅游
阿尔特基什的旅游事务由其所属的公共社区负责。2020年，阿尔特基什境内共有1个露营地，可容纳共54辆露营车。

### 媒体
法国主要的媒体均可在阿尔特基什接收，法国电视三台下属的大东部大区频道在部分时段播出阿尔特基什所属区域的地方新闻。

## 相关人物
法国地质学家扎维耶·奥迈尔德黑尔、汉学家白麒麟、赛车手伊万·穆勒和尼古拉·阿尔特曼出生于阿尔特基什。

## 友好城市
截至2021年7月，阿尔特基什共与三座城市互为友好城市关系：
- 法國 勒托尔
- 義大利 弗留利地区圣达尼埃莱
- 菲祖利